# Sinophorus punctatus
Sinophorus punctatus är en stekelart som beskrevs av Sanborne 1984. Sinophorus punctatus ingår i släktet Sinophorus och familjen brokparasitsteklar. Inga underarter finns listade i Catalogue of Life.